# Igor Pajač
Igor Pajač (Zagreb, 30 september 1985) is een Kroatisch voetbalscheidsrechter. Hij is in dienst van FIFA en UEFA sinds 2018.
Op 17 juli 2018 debuteerde Pajač in Europees verband tijdens een wedstrijd tussen Valletta FC en KF Kukësi in de voorronde van de UEFA Champions League. De wedstrijd eindigde op 1–1. Pajač gaf vier gele kaarten en gaf een rode kaart aan Vangjel Zguro na een tweede gele kaart.
Zijn eerste interland floot hij op 2 juni 2018, toen Montenegro 0–2 verloor tegen Slovenië. Pajač gaf 5 gele kaarten.

## Interlands
| Datum       | Plaats                | Wedstrijd             | Uitslag | Competitie        | Kreeg geel | Kreeg voor de tweede keer geel en dus rood | Weggestuurd |
| ----------- | --------------------- | --------------------- | ------- | ----------------- | ---------- | ------------------------------------------ | ----------- |
| 2 juni 2018 | Podgorica, Montenegro | Montenegro – Slovenië | 0 – 2   | Vriendschappelijk | 5          | 0                                          | 0           |

Laatste aanpassing op 13 september 2018